# 틱톡 (음악 그룹)
틱톡은 대한민국의 음악 그룹이다. 2020년 싱글 《Despacito (데스파시토)》로 데뷔했다.

## 음반
- Despacito (데스파시토) (2020)